# Wereldbeker schaatsen junioren 2022/2023
De wereldbeker schaatsen junioren 2022/2023 (ISU Junior World Cup Speed Skating 2022/2023) was de veertiende editie van de wereldbeker schaatsen junioren. Het seizoen bestond uit drie wedstrijden.
De massastart gaat in tegenstelling tot bij de senioren over tien rondes voor zowel jongens als meisjes. Daarnaast werd er geëxperimenteerd met een gemengde (relay) over zes ronden die meetelde voor beide ploegenklassementen samen met de teamsprint en de ploegenachtervolging. Naast de wedstrijden voor junioren (U19) waren er dit jaar ook weer ook wedstrijden voor neo-senioren (U23).

## Puntenverdeling
| Plaats               | 1  | 2  | 3  | 4  | 5  | 6  | 7  | 8  | 9  | 10 | 11–40             |
| -------------------- | -- | -- | -- | -- | -- | -- | -- | -- | -- | -- | ----------------- |
| Wereldbekerwedstrijd | 60 | 54 | 48 | 43 | 40 | 38 | 36 | 34 | 32 | 31 | 30 aflopend t/m 1 |

## Limiettijden
Om te mogen starten in de wereldbeker schaatsen junioren 2022/2023 moest een schaatser aan de volgende limiettijden hebben voldaan. Voor de neo-senioren is de limiet strenger dan voor de junioren.
| Geslacht      | 500m  | 1000m   | 1500m   | 3000m   |
| ------------- | ----- | ------- | ------- | ------- |
| Mannen (U23)  | 38,50 | 1.16,00 | 1.58,00 | 4.05,00 |
| Vrouwen (U23) | 42,50 | 1.25,00 | 2.12,00 | 4.45,00 |
| Jongens (U19) | 41,00 | 1.22,00 | 2.07,00 | 4.25,00 |
| Meisjes (U19) | 45,00 | 1.30,00 | 2.20,00 | 5.00,00 |

## Kalender
| #      | Plaats                      | Datum               | 500m                                                                              | 1000m                                                                             | 1500m                                                                             | 3000m                                                                             | massastart                                                                        | teamsprint                                                                        | achtervolging                                                                     | gemengde aflossing                                                                |
| ------ | --------------------------- | ------------------- | --------------------------------------------------------------------------------- | --------------------------------------------------------------------------------- | --------------------------------------------------------------------------------- | --------------------------------------------------------------------------------- | --------------------------------------------------------------------------------- | --------------------------------------------------------------------------------- | --------------------------------------------------------------------------------- | --------------------------------------------------------------------------------- |
| 1      | Jääurheilukeskus, Seinäjoki | 26–27 november 2022 | 1x                                                                                | 1x                                                                                | 1x                                                                                | 1x                                                                                | 1x                                                                                |                                                                                   |                                                                                   | 1x                                                                                |
| 2      | Jääurheilukeskus, Seinäjoki | 3–4 december 2022   | 1x                                                                                | 1x                                                                                | 1x                                                                                | 1x                                                                                | 1x                                                                                |                                                                                   | 1x                                                                                |                                                                                   |
| 3      | Max Aicher Arena, Inzell    | 4–5 februari 2023   | 1x                                                                                | 1x                                                                                | 1x                                                                                | 1x                                                                                | 1x                                                                                | 1x                                                                                |                                                                                   |                                                                                   |
| Inzell | Inzell                      | 10–12 februari 2023 | Wereldkampioenschappen schaatsen junioren 2023, telt niet mee voor de wereldbeker | Wereldkampioenschappen schaatsen junioren 2023, telt niet mee voor de wereldbeker | Wereldkampioenschappen schaatsen junioren 2023, telt niet mee voor de wereldbeker | Wereldkampioenschappen schaatsen junioren 2023, telt niet mee voor de wereldbeker | Wereldkampioenschappen schaatsen junioren 2023, telt niet mee voor de wereldbeker | Wereldkampioenschappen schaatsen junioren 2023, telt niet mee voor de wereldbeker | Wereldkampioenschappen schaatsen junioren 2023, telt niet mee voor de wereldbeker | Wereldkampioenschappen schaatsen junioren 2023, telt niet mee voor de wereldbeker |

## Uitslagen

### Mannen (U23)
| Wedstrijden    |                  |                         |                         |                         |                             |                       |                       |                       |
|                | 500m             | 1000m                   | 1500m                   | 3000m                   | massastart                  | teamsprint            | achtervolging         | gemengde aflossing    |
| Seinäjoki      | Nil Llop (36,96) | Nil Llop (1.13,75)      | Kasper Tveter (1.53,41) | Kasper Tveter (4.01,08) | Mathieu Belloir (5.45,22)   | niet op het programma | niet op het programma | Tsjechië (3.13,18)    |
| Seinäjoki      | Nil Llop (37,09) | Nil Llop (1.13,29)      | Kasper Tveter (1.54,66) | Kasper Tveter (4.00,57) | Germain Deschamps (5.39,93) | niet op het programma | Tsjechië (4.21,75)    | niet op het programma |
| Inzell         | Nil Llop (35,26) | Botond Bejczi (1.11,18) | Nil Llop (1.48,21)      | Kasper Tveter (3.47,13) | Mathieu Belloir (5.04,88)   | Finland (1.25,20)     | niet op het programma | niet op het programma |
| Eindklassement |                  |                         |                         |                         |                             |                       |                       |                       |
|                | 500m             | 1000m                   | 1500m                   | 3000m                   | massastart                  | ploegenonderdelen     | ploegenonderdelen     | ploegenonderdelen     |
| Goud           | Nil Llop         | Kasper Tveter           | Kasper Tveter           | Kasper Tveter           | Germain Deschamps           | Tsjechië              | Tsjechië              | Tsjechië              |
| Zilver         | Erik Resell      | Jusso Lehtonen          | Botond Bejczi           | Emil Ervik              | Mathieu Belloir             | Roemenië              | Roemenië              | Roemenië              |
| Brons          | Jusso Lehtonen   | Erik Resell             | Jusso Lehtonen          | Germain Deschamps       | Cosmin Nedelea              | Finland               | Finland               | Finland               |

### Vrouwen (U23)
| Wedstrijden    |                        |                             |                           |                                  |                             |                       |                       |                       |
|                | 500m                   | 1000m                       | 1500m                     | 3000m                            | massastart                  | teamsprint            | achtervolging         | gemengde aflossing    |
| Seinäjoki      | Sophie Warmuth (40,73) | Anna Ostlender (1.23,86)    | Jin Wenjing (2.09,51)     | Zuzana Kuršová (4.32,47)         | Anna Ostlender (6.01,40)    | niet op het programma | niet op het programma | Tsjechië (3.13,18)    |
| Seinäjoki      | Sophie Warmuth (40,62) | Anna Ostlender (1.23,40)    | Jin Wenjing (2.10,84)     | Hanna Svenni (4.34,94)           | Ainoa Carreño (6.15,32)     | niet op het programma | China (3.23,67)       | niet op het programma |
| Inzell         | Sophie Warmuth (39,35) | Josephine Heimerl (1.18,94) | Natalia Jabrzyk (2.00,86) | Marte Bjerkreim Furnee (4.21,93) | Josephine Heimerl (5,55,06) | Duitsland (1.33,43)   | niet op het programma | niet op het programma |
| Eindklassement |                        |                             |                           |                                  |                             |                       |                       |                       |
|                | 500m                   | 1000m                       | 1500m                     | 3000m                            | massastart                  | ploegenonderdelen     | ploegenonderdelen     | ploegenonderdelen     |
| Goud           | Sophie Warmuth         | Josephine Heimerl           | Veronika Antošová         | Marte Bjerkreim Furnee           | Ainoa Carreño               | Duitsland             | Duitsland             | Duitsland             |
| Zilver         | Josephine Heimerl      | Veronika Antošová           | Marte Bjerkreim Furnee    | Hanna Svenni                     | Josephine Heimerl           | Tsjechië              | Tsjechië              | Tsjechië              |
| Brons          | Ainoa Carreño          | Anna Ostlender              | Jin Wenjing               | Julie Berg Sjøbrend              | Teresa Moreno               | China                 | China                 | China                 |

### Jongens (U19)
| Wedstrijden    |                      |                        |                           |                             |                        |                            |                       |                       |
|                | 500m                 | 1000m                  | 1500m                     | 3000m                       | massastart             | teamsprint                 | achtervolging         | gemengde aflossing    |
| Seinäjoki      | Issa Gunji (36,66)   | Issa Gunji (1.12,14)   | Kotaro Kasahara (1.53,99) | Stijn van de Bunt (3.57,36) | Shomu Sasaki (5.20,68) | niet op het programma      | niet op het programma | Spanje (3.13,97)      |
| Seinäjoki      | Tim Prins (37,08)    | Tim Prins (1.13,03)    | Tim Prins (1.54,18)       | Stijn van de Bunt (3.59,12) | Tim Prins (5.20,15)    | niet op het programma      | Noorwegen (4.11,60)   | niet op het programma |
| Inzell         | Jordan Stolz (34,89) | Jordan Stolz (1.07,82) | Kotaro Kasahara (1.48,03) | Sigurd Henriksen (3.40,61)  | Jordan Stolz (5.29,84) | Verenigde Staten (1.22,25) | niet op het programma | niet op het programma |
| Eindklassement |                      |                        |                           |                             |                        |                            |                       |                       |
|                | 500m                 | 1000m                  | 1500m                     | 3000m                       | massastart             | ploegenonderdelen          | ploegenonderdelen     | ploegenonderdelen     |
| Goud           | Koo Kyung-min        | Nikita Vazhenin        | Emil Pedersen Matre       | Stijn van de Bunt           | Kaspar Norberg         | Polen                      | Polen                 | Polen                 |
| Zilver         | Issa Gunji           | Ko Eun-woo             | Nuraly Akzhol             | Emil Pedersen Matre         | Stijn van de Bunt      | Kazachstan                 | Kazachstan            | Kazachstan            |
| Brons          | Tim Prins            | Issa Gunji             | Kotaro Kasahara           | Manuel Taibo                | Qu Shiyi               | Zweden                     | Zweden                | Zweden                |

### Meisjes (U19)
| Wedstrijden    |                         |                           |                           |                           |                             |                       |                       |                       |
|                | 500m                    | 1000m                     | 1500m                     | 3000m                     | massastart                  | teamsprint            | achtervolging         | gemengde aflossing    |
| Seinäjoki      | Alina Dauranova (40,27) | Alina Dauranova (1.22,10) | Jade Groenewoud (2,07,33) | Jade Groenewoud (4.26,46) | Chloé Hoogendoorn (6.48,72) | niet op het programma | niet op het programma | Spanje (3.13,97)      |
| Seinäjoki      | Pien Hersman (40,18)    | Chung Hyun-seo (1.22,85)  | Jade Groenewoud (2,07,91) | Jade Groenewoud (4.28,33) | Chloé Hoogendoorn (6.36,68) | niet op het programma | Nederland (3.17,37)   | niet op het programma |
| Inzell         | Pien Hersman (38,88)    | Alina Dauranova (1.17,98) | Chen Aoyu (2.02,81)       | Jade Groenewoud (4.09,07) | Angel Daleman (6.17,79)     | Nederland (1.29,68)   | niet op het programma | niet op het programma |
| Eindklassement |                         |                           |                           |                           |                             |                       |                       |                       |
|                | 500m                    | 1000m                     | 1500m                     | 3000m                     | massastart                  | ploegenonderdelen     | ploegenonderdelen     | ploegenonderdelen     |
| Goud           | Pien Hersman            | Alina Dauranova           | Kang Soo-min              | Jade Groenewoud           | Chloé Hoogendoorn           | Nederland             | Nederland             | Nederland             |
| Zilver         | Alina Dauranova         | Serena Pergher            | Chen Aoyu                 | Chen Aoyu                 | Kang Soo-min                | Polen                 | Polen                 | Polen                 |
| Brons          | Serena Pergher          | Chung Hyun-seo            | Jade Groenewoud           | Kang Soo-min              | Chen Aoyu                   | Zuid-Korea            | Zuid-Korea            | Zuid-Korea            |